# Radiotelescopio ARO di 12 m
Il Radiotelescopio ARO di 12 m è un radiotelescopio che opera nelle onde radio di lunghezza d'onda millimetrica, con una parabola del diametro di 12 m. Questo settore della radioastronomia è importante nello studio dell'evoluzione stellare, come anche di diversi composti presenti nelle nebulose (non tutti distinguibili nello spettro visibile).

## Sviluppo
Lo strumento è stato costruito nel 1967 con un diametro iniziale di 11 m, per essere utilizzato dal NRAO. Nel 1984 è stato poi sostituito da una nuova parabola di 12 m, per essere ceduto quindi all'Arizona Radio Observatory (ARO). Sotto questa direzione è passato a un uso da parte di studiosi universitari o anche esterni. Nel corso del 2013 è stata messa in atto l'ultima modifica, sostituendo il radiotelescopio con un prototipo del complesso ALMA, situato in precedenza presso il Very Large Array, entrando completamente in uso nel novembre 2014. Per il 2020 si prevede che il radiotelescopio entri a far parte anche dell'Event Horizon Telescope, operante nello studio di buchi neri e teoria della relatività.